# 萊萬·達圖納什維利
萊萬·達圖納什維利（1983年1月18日—）是一位喬治亞橄欖球運動員。他現在效力於法國的橄欖球隊。他也是喬治亞國家橄欖球隊的一員，代表喬治亞參加了2015年世界盃橄欖球賽。。